# David Gropman
David Gropman (Los Angeles, Califórnia, 16 de junho de 1952) é um diretor de arte americano. Como reconhecimento, foi nomeado ao Oscar 2013 na categoria de Melhor Direção de Arte por Life of Pi.